# Corynoptera flavosignata
Corynoptera flavosignata är en tvåvingeart som beskrevs av Menzel och Heller 2006. Corynoptera flavosignata ingår i släktet Corynoptera och familjen sorgmyggor.
Artens utbredningsområde är Tyskland. Inga underarter finns listade i Catalogue of Life.